# ادواردو اسیباریس
ادواردو اسیباریس (انگلیسی: Eduardo Estíbariz؛ زادهٔ ۲۷ مهٔ ۱۹۶۶) بازیکن فوتبال اهل اسپانیا است.
از باشگاه‌هایی که در آن بازی کرده‌است می‌توان به باشگاه فوتبال اتلتیک بیلبائو، باشگاه فوتبال دپورتیوو آلاوس، و باشگاه فوتبال رایو وایکانو اشاره کرد.
وی همچنین در تیم ملی فوتبال باسک بازی کرده‌است.